# Opieńka cebulotrzonowa

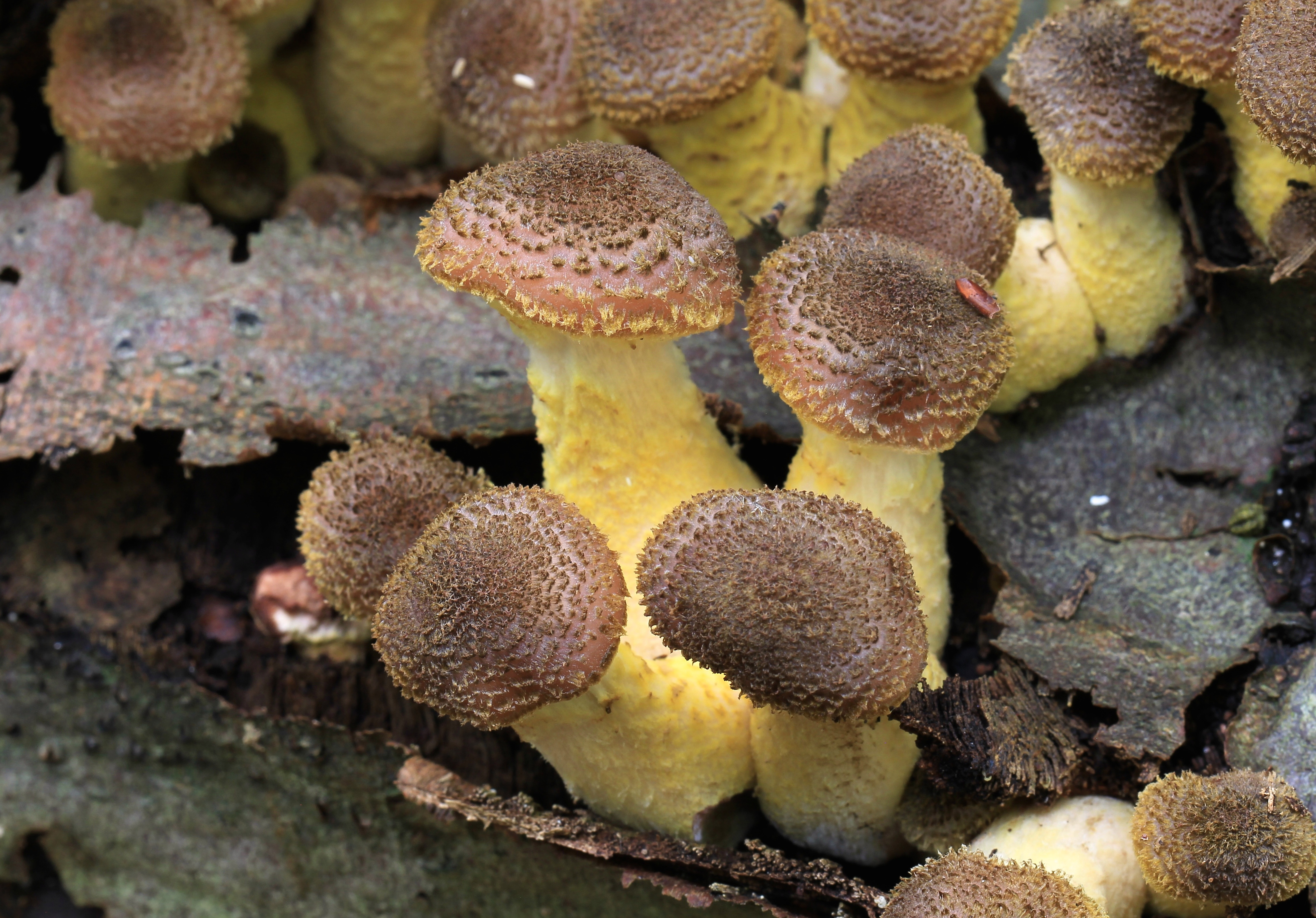

Opieńka cebulotrzonowa (Armillaria cepistipes Velen.) – gatunek grzybów z rodziny obrzękowcowatych (Physalacriaceae).

## Systematyka i nazewnictwo
Pozycja w klasyfikacji według Index Fungorum: Armillaria, Physalacriaceae, Agaricales, Agaricomycetidae, Agaricomycetes, Agaricomycotina, Basidiomycota, Fungi.
Po raz pierwszy gatunek ten opisał Josef Velenovský w 1920 roku. Synonim: Armillaria cepistipes f. pseudobulbosa Romagn. & Marxm. 1983.
Polską nazwę zaproponował Władysław Wojewoda w 2003 roku.

## Morfologia
Kapelusz
Średnica 4–12 cm, początkowo półkulisty i zamknięty, potem wypukły, w końcu rozpostarty, czasami z tępym garbkiem. Powierzchnia o barwie od jasno miodowo-żółtej do brązowej z ciemnymi łuseczkami, u starszych okazów zanikającymi.
Blaszki
Cienkie, o szerokości 4–8 mm, średnio gęste, zbiegające ząbkiem, początkowo białawe, potem kolejno żółtawe, bladoczerwone i brązowe, u starszych owocników oprószone białymi zarodnikami.
Trzon
Wysokość do 20 cm, średnica 1–2,5 cm, cylindryczny, gąbczasty z dość wyraźnie nabrzmiałą, podobną do cebuli podstawą, od czego pochodzi nazwa gatunkowa. Powierzchnia kosmkowata lub delikatnie bruzdowana, o barwie od białawej do cielisto brązowej. Pierścień wyraźny, mięsisty, na dolnej stronie brązowy i łuskowaty.
Miąższ
O barwie od białej do brązowawej, twardy, w trzonie włóknisty. Ma charakterystyczny zapach, który nasila się podczas gotowania.
Ryzomorfy
Opieńka cebulotrzonowa, podobnie jak inne gatunki opieniek, ma grube sznury grzybni zwane ryzomorfami. Rozrastają się one w glebie i wrastają w drzewa dokonując ich infekcji. W glebie mają przekrój okrągły, pod korą drzewa są wyraźnie spłaszczone.
Gatunki podobne
Podobne i często trudne do odróżnienia są inne gatunki opieniek. Z punktu widzenia grzybiarzy jednak nie ma to znaczenia, gdyż wszystkie gatunki opieniek są jadalne. Groźne jest pomylenie jej z hełmówką jadowitą (Galerina marginata), która zawiera podobne trucizny, jak muchomor sromotnikowy (Amanita phalloides).

## Występowanie i siedlisko
Znane jest występowanie opieńki cebulotrzonowej w Europie, Azji, oraz w Kanadzie. W Polsce W. Wojewoda w 2003 r. przytoczył tylko jedno stanowisko z uwagą, że rozprzestrzenienie tego gatunku w Polsce nie jest znane. Wynika to z tego, że jeszcze do lat 80. XX wieku wyróżniano tylko dwa gatunki opieniek (miodową i ciemną). Aktualne stanowiska podaje internetowy atlas grzybów. Znajduje się w nim w grupie gatunków zagrożonych i wartych objęcia ochroną.
Rośnie w lasach na spróchniałych i żywych pniach drzew, głównie liściastych. Wytwarza owocniki zazwyczaj od lipca do sierpnia.

## Znaczenie
Opieńka cebulotrzonowa jest saprotofem i pasożytem. Jest grzybem jadalnym, ale dopiero po ugotowaniu. Ma charakterystyczny zapach i smak różniący się od innych grzybów. Podobnie jak inne opieńki jest trująca w stanie surowym. Wodę po gotowaniu należy odlać.
Opieńka cebulotrzonowa, podobnie jak inne opieńki, powoduje opieńkową zgniliznę korzeni, ale jest wśród nich najmniej groźnym patogenem. Jest tak zwanym pasożytem słabości, atakuje głównie drzewa już osłabione innymi czynnikami, czym różni się od innych opieniek, które są w stanie porażać drzewa zdrowe. Może jednak powodować szkody w sadach i winnicach.